# .mn
.mn è il dominio di primo livello nazionale assegnato alla Mongolia.
Nel 2013 l'ICANN ha approvato il dominio internazionalizzato .мон (xn--l1acc).